# Green500
La lista Green500 es una clasificación de las supercomputadoras listadas en el TOP500 desde el punto de vista de la eficiencia energética. Para ello utiliza una medida de potencia por vatio, es decir la capacidad de cómputo que puede realizar un ordenador por cada vatio consumido.
Tanto para la potencia como para el consumo se pueden considerar diferentes medidas:
- La potencia puede medirse en FLOPS, MIPS o cualquier otra medida de un Benchmark.
- El consumo puede considerar únicamente el causado por los elementos de cómputo o considerar todos los elementos involucrados (refrigeración, elementos de monitorización...).

Tanto para una como para otra, se puede considerar la media sostenida o el pico.
Por ejemplo, los primeros UNIVAC I realizaban unas 1.905 operaciones por segundo consumiendo 125 kW. Su eficiencia era de 0,015 operaciones por vatio por segundo.
Como la lista TOP500 utiliza como medida de potencia los FLOPS proporcionados por el Benchmark Linpack, la clasificación Green500 utiliza los FLOPS por vatio como unidad de medida.

## Parámetros que se tienen en cuenta para elaborar la lista
Para que una supercomputadora pueda estar incluida en la lista del Green 500, por lo menos tiene que tener un rendimiento igual o superior a la última supercomputadora de la lista del Top 500 actual. La lista se determina en función de la eficiencia energética conseguida. Utilizando para ello la unidad de medida de FLOPS por vatio (FLOPS/W). Para obtener esta información usan la metodología de Benchmark Linpack para determinar el rendimiento de estos. El Benchmark Linpack es un método de medición de la tasa de operaciones en coma flotante que ejecuta un ordenador ejecutando un programa que resuelve sistemas de ecuaciones lineales. El Linpack fue creado por Jack Dongarra para dar a los usuarios de ordenadores una idea del tiempo que tardaría su máquina en resolver problemas complejos de álgebra lineal. Los resultados obtenidos por el Benchmark Linpack pueden ser utilizados para estimar la velocidad a la se debería ejecutar un programa individual o múltiples programas en un ordenador.
Dado que el Benchmark Linpack realiza tests de forma específica, resuelve sistemas de ecuaciones multivariables, es más certero para unos supercomputadores que para otros. Para saber ciertamente cuán rápido un ordenador ejecuta la aplicación de un programa específico o para comparar el rendimiento de un ordenador con otros lo ideal es testear cada ordenador ejecutando la misma aplicación. Benchmark Linpack es útil como referencia general y ha ganado una gran aceptación como método general para evaluar el rendimiento de ordenadores y superordenadores.

## Organismo encargado de elaborar la lista
La lista del Green 500 se encargan de hacerla una serie de investigadores, concretamente hablamos del Dr Wu-chun Feng (director de SyNeRGy Laboratory y profesor del Departamento de Ciencias de la Computación y del Departamento de Ingeniería Eléctrica y Computación, en la Universidad Virginia Tech).
Otro de los encargados es el Dr Kirk W.Cameron (director de SCAPE Laboratory y profesor de Ciencias de la Computación en la Universidad de Virginia Tech)
Otros colaboradores en la creación de la lista son los miembros de Synergy Laboratory, Balaji Subramaniam y Tom Scogland y el científico del Departamento de Ciencias de la Computación de la Universidad de Virginia Tech, Heshan Lin.

## ¿Cada cuánto tiempo se hacen estas listas?
La lista Green 500 se hace 2 veces al año, una en el mes de junio y otra en el mes de noviembre. La primera lista que se hizo fue el 15 de noviembre del año 2007 y surgió como complemento a la lista del Top 500. Desde entonces y de manera ininterrumpida se ha hecho anualmente 2 veces, exceptuando en el 2008 que se llegó a hacer 3 veces (también en febrero), sumando desde entonces un total de 18 listas hasta el día de hoy (09/12/2015).[actualizar]

## Tendencias históricas
Eficiencia energética de los ordenadores mejor clasificados (Gigaflops/Watio)